# Vinterliggare (fartyg)
Vinterliggare är ett fartyg som är avrustat och upplagt för vintern.

## Källhänvisning
1. ↑  Vinterliggare i Nordisk familjebok (andra upplagan, 1921)